# بادي روزفلت
بادي روزفلت (بالإنجليزية: Buddy Roosevelt)‏ هو راعي البقر وممثل أمريكي، ولد في 25 يونيو 1898 في ميكر في الولايات المتحدة، وتوفي بنفس المكان في 6 أكتوبر 1973.

## أعمال

### أفلام
- (1939) عربة الجياد

## وصلات خارجية
- بادي روزفلت على موقع IMDb (الإنجليزية)
- بادي روزفلت على موقع قاعدة بيانات الفيلم (الإنجليزية)